# Daniel Petersen
Daniel Petersen (* 6. Januar 1758 in Broager; † 12. Dezember 1823 in Horst (Holstein)) war ein aus Schleswig gebürtiger theologischer Schriftsteller.

## Leben
Daniel Petersen war ein Sohn des Pastors Lorenz Petersen († 1785) und der Anna Sophia geb. Blechingberg. Er studierte ab 1775 in Kiel Theologie und legte 1783 sein Examen in diesem Fach in Gottorp ab. Zuerst war er 1786 in Holbøl als Pfarrer tätig und wechselte 1795 als solcher in die Kirchspielgemeinden Oksenvad und Jels in der Harde Gram Herred. 1796 wurde er Prediger in Fjelstrup im Haderslev Amt und anschließend 1800 in Bov bei Flensburg. Im Oktober 1819 erfolgte seine Ernennung zum Pastor in Horst in der Propstei Münsterdorf und am 22. Mai 1820 seine dortige Einführung. Nach langer Kränklichkeit starb er am 12. Dezember 1823 im Alter von 67 Jahren in Horst. Seine Gattin, Botilla Helene geb. Posselt, war bereits am 29. Januar 1800 verschieden.
Als Schriftsteller wurde Petersen bekannt durch einzelne Predigten und asketische Schriften, die im populären Ton gehalten, dem Teil des Publikums, für den er sie bestimmte, ganz besonders zusagten. Für gebildete Landsleute schrieb Petersen seinen Timotheus (3 Bändchen, Altona 1812–15). Das dritte Bändchen hat auch den Titel Gottwert, der fromme Jugendfreund, oder Anleitung zur Verehrung Gottes in Unterhaltungen über die Natur und das Menschenleben. Zum Auswendiglernen in Volksschulen bestimmte er eine von ihm herausgegebene Auswahl geistlicher Lieder aus dem schleswig-holsteinischen Gesangsbuch (Altona 1815) und zur häuslichen Erbauung schrieb er ein Andachtsbuch, das den Titel Der Christ in der Einsamkeit (Schleswig 1817) trägt. Über den hohen Wert der Bibel sprach er begeistert in einer zu Schleswig 1816 gedruckten Predigt, und ein Wort zur Ehre der Heiligen Schrift redete er in seinem Gamaliel (Schleswig 1817). Aus der Milde seines Charakters und seiner regen Teilnahme am Schicksal seiner Mitmenschen floss 1816 sein Aufsatz Über den Wert gezwungener Armenversorgung in den Herzogtümern Schleswig und Holstein. Einen ähnlichen Zweck verfolgte Petersen in seinen Patriotischen Phantasien, oder einige Gedanken, Wünsche und Vorschläge, betreffend die zunehmende Armut der geringeren Volksklasse auf dem Lande … (Schleswig 1819). Zu diesem Werk lieferte er noch einen fragmentarischen Nachtrag (1821–22). Gedichte und kleine prosaische Aufsätze von Petersen, größtenteils anonym, stehen in den schleswig-holsteinischen Provinzialberichten.